# Brønshøjparken
Brønshøjparken er en offentlig park i Brønshøj i København. Den kuperede park ligger omkring den 6.700 m² store sø Louisehullet. Desuden er der fodboldbaner og en legeplads i parken. Billedhuggeren Svend Lindharts skulptur Moder med børn fra 1940 er opsat i parken.
Parken ligger nord for Frederikssundsvej, lige øst for den oprindelige landsby og lidt vest for krydset med Borups Allé. Parken ligger i en naturlig lavning, hvor en grøft oprindeligt ledte vand fra Degnemosen til Utterslev Mose. Det meste af grøften er nu rørlagt og området, hvor den lå, er opfyldt. I 1920'erne lå der et vaskeri på stedet. Parken blev anlagt omkring søen i 1930'erne i forbindelse med anlæggelsen af Hyrdevangen. Den blev fredet i 1966.